# San Pedro (partido)
Pour les articles homonymes, voir San Pedro.
San Pedro est un partido de la province de Buenos Aires dont la capitale est San Pedro.
San Pedro Partido est un partido situé dans le nord de la  province argentine de  Buenos Aires, dont la capitale est  San Pedro. Avec une superficie de 1322 km2, la population du comté est 55 234 habitants (2001).

## Économie
L'économie de San Pedro Partido est dominée par l'agriculture, les principaux produits agricoles sont le blé, le soja et les fruits. 
Les autres sources de recettes comprennent les usines, les industries de service et l'écotourisme.

## Population
Population 2001> 55,234 
 
Population 1991> 48,851 
femmes ..... Groupes d'âges..... hommes 
 
377 .............. 85 ou plus ............ 200 
 
486 ............... 80 à 84 ............... 269 
 
765 ............... 75 à 79 ............... 490 
 
881 ............... 70 à 74 ............... 734 
 
879 ............... 65 à 69 ............... 819 
 
960 ............... 60 à 64 ............... 851 
 
1049 .............. 55 à 59 .............. 1152 
 
1317 .............. 50 à 54 .............. 1389 
 
1484 .............. 45 à 49 .............. 1547 
 
1560 .............. 40 à 44 .............. 1645 
 
1671 .............. 35 à 39 .............. 1700 
 
1699 .............. 30 à 34 .............. 1604 
 
1947 .............. 25 à 29 .............. 1866 
 
2249 .............. 20 à 24 .............. 2473 
 
2381 .............. 15 à 19 .............. 2520 
 
2585 .............. 10 à 14 .............. 2739 
 
2730 ............... 5 à 9 ................ 2791 
 
2732 ............... 0 à 4 ................ 2693 